# Дьєрдь Макларі
Дьєрдь Макларі (угор. Maklári György) (* 1932) — угорський дипломат. Генеральний консул Угорщини в Києві (1980—1983).

## Життєпис
Народився в Угорщині в робітничі сім'ї. Брав участь у комуністичному молодіжному русі. Член партії. У 1950 році за направленням комуністичної партії Угорщини навчався на робітфаку. Працював робітником на підприємстві в Угорщині. Згодом закінчив Вищу школу при Міністерстві закордонних справ Угорської Народної Республіки. 
У 1969—1973 роках працював на дипломатичній службі в Посольстві Угорської народної республіки в СРСР.
У 1982—1983 роках працював генеральним консулом Угорської Народної Республіки в Києві.
|  | Київські роки стануть однією з найяскравіших сторінок моєї трудової біографії, тут я багато чого навчився, збагатився новими знаннями, знайшов нових друзів. Моє палке бажання - своєю діяльністю відповісти на любов і товариське ставлення, які я відчуваю в Києві всюди і завжди - Дьєрдь Макларі |